# ACHL 1984/85
Die Saison 1984/85 war die vierte reguläre Saison der Atlantic Coast Hockey League. Während der regulären Saison absolvierten die fünf Teams jeweils 64 Spiele. In den Play-offs setzten sich die Carolina Thunderbirds durch und gewannen zum zweiten Mal in ihrer Vereinsgeschichte die Bob Payne Trophy.

## Reguläre Saison

### Abschlusstabelle
Abkürzungen: GP = Spiele, W = Siege, L = Niederlagen, T = Unentschieden, OTL = Niederlage nach Overtime, GF = Erzielte Tore, GA = Gegentore, Pts = Punkte
|                       | GP | W  | L  | T | GF  | GA  | Pts |
| --------------------- | -- | -- | -- | - | --- | --- | --- |
| Carolina Thunderbirds | 64 | 53 | 10 | 1 | 374 | 220 | 107 |
| Erie Golden Blades    | 64 | 41 | 22 | 1 | 362 | 261 | 83  |
| Pinebridge Bucks      | 64 | 33 | 25 | 6 | 306 | 298 | 72  |
| Virginia Lancers      | 64 | 19 | 41 | 4 | 298 | 434 | 42  |
| Mohawk Valley Stars   | 64 | 14 | 45 | 5 | 290 | 417 | 33  |

## Playoffs
|  | Halbfinale | Halbfinale            | Halbfinale |  |  | Finale | Finale                | Finale |
|  |            |                       |            |  |  |        |                       |        |
|  |            |                       |            |  |  |        |                       |        |
|  | 1          | Carolina Thunderbirds | 4          |  |  |        |                       |        |
|  | 4          | Virginia Lancers      | 0          |  |  |        |                       |        |
|  |            |                       |            |  |  | 1      | Carolina Thunderbirds | 4      |
|  |            |                       |            |  |  | 2      | Erie Golden Blades    | 2      |
|  | 2          | Erie Golden Blades    | 4          |  |  |        |                       |        |
|  | 3          | Pinebridge Bucks      | 2          |  |  |        |                       |        |
|  |            |                       |            |  |  |        |                       |        |